# Corazón de madre (1969)
Corazón de madre é uma telenovela venezuelana, exibida em 1969 pela RCTV.

## Elenco
- Amalia Pérez Díaz
- Doris Wells
- Edmundo Arias
- Agustina Martín
- Elio Bustillos
- Rebeca González
- Luis Calderón
- Martha Carbillo